# Linia kolejowa 121 Kétegyháza – Mezőhegyes – Újszeged
Linia kolejowa Kétegyháza – Mezőhegyes – Újszeged – linia kolejowa na Węgrzech. Jest to linia jednotorowa, w całości niezelektryfikowana. Łączy Kétegyháza z Újszeged przez Mezőhegyes i Makó. 

## Historia
Linia została wybudowana etapami w latach 1857-1883.